# Плоцкое воеводство (Королевство Польское)
Плоцкое воеводство (лат. Palatinatus Plocensis, пол. Województwo płockie) — административно-территориальная единица Королевства Польского и Речи Посполитой. Существовало в 1495—1793 годах.
Создано на основе земель Мазовецкого княжества. Входило в состав Великопольской провинции и принадлежало к региону Мазовия. Находилось в западной части Речи Посполитой, на северо-западе Мазовии. Центр воеводства — город Плоцк. Возглавлялось воеводами плоцкими. Сеймик воеводства собирался в городе Рачёнж. Малое представительство в сенате Речи Посполитой состояло из 3 сенаторов (епископ, воевода и каштелян плоцкие).
Плоцкое воеводство состояло из 8 поветов. В 1791 году площадь воеводства составляла 3591 км², по переписи 1790 года численность населения — 53 768 чел.
Плоцкое воеводство было ликвидировано в 1793 году после Второго раздела Речи Посполитой. Территория воеводства вошла в состав прусской провинции Южная Пруссия.

## Административное устройство
- Бельский повет — Бельск
- Млавский повет — Млава
- Недзбужский повет — Недзбуж
- Плоньский повет — Плоньск
- Плоцкий повет — Плоцк
- Рачёнжский повет — Рачёнж
- Серпцкий повет — Серпц
- Шреньский повет — Шреньск